# Diecéze Bridgetown
Diecéze Bridgetown je diecéze římskokatolické církve, nacházející se na Barbadosu.

## Území
Diecéze zahrnuje celé území Barbadosu.
Biskupským sídlem je město Bridgetown, kde se nachází hlavní chrám katedrála svatého Patrika.
Rozděluje se do 7 farností. K roku 2012 měla 11 100 věřících, 3 diecézní kněží, 7 řeholních kněží, 7 řeholníků a 7 řeholnic.

## Historie
Dne 7. března 1970 byla bulou Cum et nobis papeže Pavla VI. založena diecéze Bridgetown–Kingstown, a to z části území diecéze Saint George's in Grenada.
Dne 23. října 1989 byla bulou Diligenter iamdiu papeže Jana Pavla II. přejmenována na Bridgetown a z části jejího území byla vytvořena diecéze Kingstown.
Dne 8. července 2011 byla diecéze Kingstown spojena in persona episcopi.

## Seznam biskupů
- Anthony Hampden Dickson (1970-1995)
- Malcolm Patrick Galt, C.S.C. (1995-2005)
  - Robert Rivas, O.P. (2005-2011) apoštolský administrátor
- Charles Jason Gordon (od 2011)